# Johann Heinrich Rothpletz
Johann Heinrich Rothpletz (* 14. September 1766 in Aarau; † 31. August 1833 in Bad Teinach, Württemberg; heimatberechtigt in Aarau) war ein Schweizer Politiker. In der Helvetischen Republik war er Finanzminister und Regierungsstatthalter. Von 1815 bis 1831 war er Regierungsrat des Kantons Aargau.

## Biografie
Der Sohn des gleichnamigen Ratsherren und Landmajors entstammte einer angesehenen Aarauer Familie, die mehrere Schultheissen gestellt hatte. Seine Ausbildung erhielt er in Colmar an der École militaire von Gottlieb Konrad Pfeffel, danach schlug er eine militärische Karriere ein und erlangte den Rang eines Majors. In den 1790er Jahren gehörte Rothpletz in Aarau zu den radikalsten Anhängern der Ideen der Französischen Revolution und strebte danach die Berner Herrschaft zu beenden. Nach Beginn des Franzoseneinfalls im Januar 1798 gehörte er dem Aarauer Revolutionskomitee an und hatte das Kommando über die städtische Miliz. Als Bern im März desselben Jahres kapitulierte, wurde er in die provisorische Aargauer Nationalversammlung berufen.
Nach der Ausrufung der Helvetischen Republik im April 1798 übernahm Rothpletz das Präsidium der Verwaltungskammer des neu geschaffenen Kantons Aargau. Er war auf Seiten der Unitarier, die einen möglichst zentralistischen Staat nach französischem Vorbild anstrebten. Das Helvetische Direktorium, die Regierung der Republik, ernannte ihn am 10. Februar 1800 zum Finanzminister. Aufgrund des föderalistischen Staatsstreichs musste er am 13. November 1801 aus dem Amt ausscheiden. Im April übernahmen wieder die Unitarier die Macht und setzen Rothpletz als Regierungsstatthalter der Kantone Aargau und Baden ein.
Die Aargauer Kantonstagsatzung ernannte Rothpletz im November 1802 zum Abgeordneten der Helvetischen Consulta, die in Paris mit Napoleon Bonaparte die Mediationsakte aushandelte. Als Mitglied der provisorischen Regierungskommission führte er im März 1803 die Mediationsverfassung im Kanton Aargau ein, der mit den Kantonen Baden und Fricktal verschmolzen worden war. Anschliessend folgte die Wahl in den Grossen Rat. Von 1804 bis 1820 war er Mitglied des kantonalen Finanzrates, 1812 vertrat er den Aargau an der eidgenössischen Tagsatzung.
1815 wählte der Grosse Rat Rotzpletz in die Kantonsregierung, wo er das Polizeidepartement übernahm. Ab 1820 präsidierte er die Rechnungskommission, ab 1827 die Militärkommission. Die Annahme einer neuen Verfassung nach dem Freiämtersturm im Dezember 1830 hatte einschneidende Änderungen zur Folge. Rothpletz blieb zwar im Grossen Rat vertreten, wurde aber im Juni 1831 nicht mehr als Regierungsrat bestätigt. Ein Jahr später legte er auch sein Grossratsmandat nieder. Im Alter von 66 Jahren starb er während eines Kuraufenthalts.
Seine Nachfahren waren der Kaufmann Fritz Rieter-Bodmer und dessen Sohn Fritz Rieter-Wieland, Oberst und Herausgeber.